# Сьорен Киркегор
Сьо̀рен Кѝркегор (на датски: Søren Aabye Kierkegaard; на латински: Severinus Kierkegaard) е датски философ и теолог от 19 век, често посочван като първия философ-екзистенциалист. Tой запълва съществуващата празнина между философията на Хегел и това, което ще стане екзистенциализъм впоследствие. В същото време Киркегор категорично отхвърля философията на Хегел, заедно с онова, което той разбира като празната формалност на датската църква.
Голяма част от философските му разсъждения са свързани с религиозни проблеми като същността на вярата, институциалността на църквата, християнската етика и теологията. Заради това, Киркегор понякога е определян като християнски екзистенциалист (в противоположност на екзистенциализма на Жан-Пол Сартър или пра-екзистенциализма  на Фридрих Ницше, и двата основани на силна атеистична основа.
Първите си работи Киркегор подписва с различни псевдоними.
Киркегор бива интерпретиран като екзистенциалист, нео-ортодоксист, постмодернист, хуманист, индивидуалист и прочее, той прекосява границите на философията, теология и литература, за да се превърне в една от най-значимите фигури на съвременната хуманитарна мисъл.

## Биография
Сьорен Киркегор е роден във влиятелно семейство в Копенхаген, Дания. Баща му, Михаел Педерсен Киркегор е бил силно религиозен човек. Имал е убеждението, че е навлякъл върху себе си Божия гняв, поради което вярвал, че нито едно от децата му не ще доживее до 34-годишна възраст. Според него, греховете, с които е заслужил това наказание, се състояли в това, че като млад проклинал Божието име и съпругата му забременяла още преди да сключат брак. В действителност, неговите предсказания се сбъднали за пет от седемте му деца.
Това рано запознанство с понятието за греха и предаването му от баща на син стои в основите на много от творбите на Киркегор (особено „Страх и трепет“). В своите книги Киркегор никога не споменава за майка си, Анна Сьоренсдатер Лунд Киркегор, макар че и тя оказва влияние върху по-късните му произведения.
Въпреки религиозната меланхолия, в която бащата на Киркегор често изпадал, между тях двамата съществувала силна връзка. Киркегор се учел да изследва царството на въображението си чрез редица упражнения и игри, които двамата заедно играели.
Друг важен момент в живота на Киркегор, с особено значение за неговите произведения, е отмененият му годеж с Регине Олсен. Киркегор среща Регине на 8 май 1837 и е на часа привлечен от нея, и тя от него. В своите дневници Киркегор пише за тази негова любов:
| „ | Ти, суверен на моето сърце, пазен в най-дълбоките крепости на моите гърди, в пълнотата на мисълта, там... незнайно божество! Ах, дали ще мога да повярвам на приказките на поета, според когото някой вижда обекта на любовта си и си въобразява, че го е виждал много отдавна, така всяка любов, като всяко знание е припомняне, че любовта също има своите предсказания за човека... на мен ми се струва, че трябва да притежавам цялата красота на всички момичета, за да съм способен да обрисувам красота, подобна на твоята, и трябва да избягам от света, за да открия мястото, което ми липсва, нататък ме води най-дълбоката мистерия на цялото ми същество, в следващия момент ти си до мен, изпълвайки духа ми с невероятна сила, аз съм преобразен за себе си и чувствам, че е прекрасно да си тук. – Сьорен Киркегор, Дневници (2 февруари 1839) | “ |

Причините, поради които Киркегор отменил годежа, остават загадъчни. Смята се, че двамата са били силно влюбени един в друг, дори след като Регине се омъжва за Йохан Фредерик Шлегел (1817 – 1896), влиятелен държавен чиновник (нека не се бърка с германския философ Фридрих фон Шлегел, 1772 – 1829). В общи линии, техните контакти оттам насетне се свеждали до случайни срещи по улиците на Копенхаген. След няколко години Киркегор стигнал дотам да поиска разрешение от съпруга на Регине да говори с нея, но получил отказ. Скоро след това съпрузите напуснали страната, тъй като Шлегел бил назначен за управител на Датските Западни Индии (днешни Американски Вирджински острови). Когато Регине се завърнала, Киркегор вече не бил жив. Тя доживяла до 1904 година и след смъртта си била погребана недалеч от Киркегор в гробището в Копенхаген.
Последните години на Киркегор (1854 – 1855) били заети от непрекъснати атаки към датската църква чрез статии, публикувани във вестник Отечество (Fædreland) и серия от памфлети наречени „Моментът“ (Øjeblikket), които публикува самостоятелно.
Киркегор бил подтикнат към действие от една реч на професор Ханс Ласен Мартесен, който нарекъл своя починал предшественик епископ Якоб П. Минстер „свидетел на истината, един от истинските свидетели на истината“. Киркегор харесвал Минстер, но постепенно осъзнал, че неговото разбиране за Християнството било по-скоро в услуга на човека, отколкото на Бога и по никакъв начин животът на Минстер не можел да се сравни с това да бъде „свидетел на истината“.
На 2 октомври 1855 година, преди да публикува десетия брой на „Моментът“, Киркегор припада на улицата и е закаран в болница. Там той прекарва близо месец и отказва да приеме причастие от свещеника, когото Киркегор смята просто за чиновник, а не за Божи служител. Той казва на приятеля си от детинство Емил Боесен, който бил пастор и записал този разговор, че неговият живот бил едно от големите и незнайни страдания, което макар че за другите изглеждало като суета, всъщност не е. Киркегор умира в болницата след едномесечен престой, вероятно вследствие на усложнение след падане от дърво като малък. Погребан е в Копенхаген.
На погребението му неговият племенник Хенрик Лунд предизвикал скандал, протестирайки, че погребват Киркегор според официалната църква, макар че той още приживе скъсал с нея. По-късно Лунд бил глобен.

## Съществени елементи на философията на Киркегор

### Отчуждение
Киркегор описва голямо разнообразие от явления, включващи: всяко чувство за изолация от и неодобрение към обществото; чувство за морално пропадане в обществото; чувство на безсилие пред силата на социалните институции; безличната, нехуманна същност на обширната и бюрократична социална организация.
Киркегор разпознава и приема понятието отчуждение, въпреки че го изразява и разбира в свои автентични термини. За него настоящето е отражение; на истинската ценност и мисъл на действието; дискусии на действия; публичност и рекламиране на реалност; фантазия към реалност. Значението на ценностите е изсмукано от тях от липса на авторитет. Вместо авторитета на миналото или на Библията или на който и да е друг силен и постоянен глас, ние имаме празнина и несигурност.
За Киркегор хората са загубили същността, защото приетият критерий за реалност и истина е обективна мисъл; която може да се докаже с логика, историческо проучване или научен анализ. Но хората имат нужда от причини да живеят и да умрат; което истински дава смисъл на човешкия живот, а той не може да се формулира с математически, исторически или логически понятия. Не можем да мислим за нашите избори в живота, ние трябва да ги правим; и даже тези избори, които предварително обмисляме, стават различни в реалния живот.
За Киркегор типа обективност, която учените или историците могат да използват, пропуска същността; хората не са мотивирани и не намират същността в живота чрез чиста обективност. Вместо това, те я намират чрез страст и желание, и морал, и религиозна обвързаност. Това явление не е обективно доказуемо; нито идва от някаква форма на анализ на външния свят; идва от обратното отражение, от начина по който се гледа на живота, който не се поддава на обективно изследване.
Вместо това, истинската себестойност произлиза от силно желание за нещо извън човешката мисъл. Нещо, което надминава човешките сили, което води хората до допир с нещо, което дава значение, защото вдъхновява страхопочитание и върши чудеса, и изисква тотално и абсолютно обвързване към постигането му.
Анализът на Киркегор на настоящето използва термини, които приличат, но не са точно
съвпадащи с тези на Хегел и Марксистката теория за отчуждението.

### Абстракция
Основен елемент в критиката на модерното е темата за парите, които той нарича абстракция. Абстракцията е нещо, което съществува само в ерзац реалността. То не е осезаемо и има значение само в изкуствен контекст, който в основата си обслужва непочтени и измамни цели. Тя е измислица, която няма конкретно съществуване нито сега, нито в бъдеще.
Как парите са абстракция? Парите създават илюзия, че имат пряка връзка с това каква работа е свършена. Така работата, която аз върша струва толкова, колкото пари се дават за нея. В реалния живот обаче, работата, която върша е израз на това каква личност съм: изразява моите цели в живота и неговия основен смисъл. Като личност работата, която извършвам се предполага, че е реализация на връзката ми с другите и света. Това е моят начин да правя света по-добро място за мен и за другите. Свеждането на работата до паричното ѝ изражение заменя истинската същност на ежедневните ми усилия с форма за пред света и значението им с абстракция.

### Отчаяние
Киркегор твърди, че хората са изградени от три части: ограничена, неограничена и връзката на двете. Ограничената (сетива, тяло, познание) и неограничената (парадокс и способността да вярваш) винаги съществуват в състояние на напрежение. Това напрежение доколкото се само-усеща, е „аз“-ът. Когато „аз“-ът е загубен, дали поради безчувственост или нещо друго, личността е в състояние на отчаяние. Видимо, отчаянието не е нужно да е агония. То е, вместо това, загуба на себе си. Киркегор има два епистоларни романа в два тома. Авторът на първата част е естет, чиято необузданост на вяра и въображение го води към безсмислен живот и живот на егоистично отчаяние. Авторът на втория том е съдия, живеещ по стриктните християнски закони. Заради това, че работи изцяло с приетите закони и никога не ползва вярата или емоции, той живее живот на нравствено отчаяние. Само съчетаването на естетично и нравствено заедно са „религиозен“ живот. Киркегор показва, че изборът на Авраам да се подчини на антинравствената религиозна заповед на Бог да жертва своя син, е перфектен акт на „аз“-а. Ако Авраам беше радостен да се подчини, неговите действия нямаше да имат смисъл. Само когато той действа „със страх и трепет“, показва пълно съзнаване на действията си, противоположно на действията и на ограничената, и на неограничената част на човечността.

### Индивид
За Киркегор истинската индивидуалност се нарича егоизъм. Да осъзнаем своя истински „аз“ е нашата истинска задача и усилие в живота; това е нравствен императив така, както и подготовката за истинско религиозно разбиране. Индивидите могат да съществуват и на нива под истинския егоизъм. Ние можем да живеем например просто в понятията на нашите удоволствия; нашето моментално задоволяване на желания, предразположения или безумия. По този начин се носим без посока и цел. За да имаме посока, трябва да имаме цел, която дефинира за нас смисъла на живота.
За Киркегор индивидът е особен с това, че за него няма абстрактна формула или дефиниция, която може някога да се приложи. Включването на индивид в група или класифицирането му като просто представител на вида намалява истинското значение на индивидите. Това, което философите или политиците се опитват да правят, е да категоризират и класифицират индивидите по групова характеристика, вместо по индивидуални разлики. За Киркегор тези разлики са това, което ни прави такива, каквито сме.
Критиката на Киркегор на модерния свят следователно е за загубата на смисъла да бъдеш индивид. Модерното общество допринася за разпадането на смисъла да бъдеш индивид. Чрез произвеждането на фалшиви публични идоли, то отклонява вниманието от индивидите към масата, която губи себе си в абстракции, колективни мечти и фантазии. То е подпомагано в тази мисия от медиите, които разпространяват различни празни развлечения, за да задържат вниманието му. Масовото производство на продукти също така поддържа заетостта на индивида. Ние сме това, което притежаваме.

### Сфери на съществуване
Киркегор разпознава три йерархични нива на съществуване на индивида.

#### Естетическа
Киркегор е бил отдаден на естетиката и понякога е сочен като поет-философ заради страстния начин, по който той подхожда към философята. За него да живееш момента е това, което характеризира естетичния живот. При това той няма предвид непременно живот, посветен на изкуството; въпреки че много артисти също живеят на това ниво на съществуване. Има много степени на естетическо съществуване; на дъното може да се види чисто консуматорски начин на живот. На върха на спектъра можем да намерим хора, живеещи по наистина анархичен, безотговорен начин. В границите на този начин на съществуване е съзнанието, че животът е безсмислен и без цел. Човекът живее просто като се възползва от възможностите си; подрежда живота си с богата фантазия; в същото време, въпреки всичко, има огромна болка и отчаяние.

#### Етична
Второто ниво на съществуване е етичното. Етическата екзистенция е свързана преди всичко с избора на индивида. Изборът е важна нишка във философията на Киркегор. Избиращият човек е синоним на етически човек. Там, където има избор, има отговорност. Там където има принуда няма вина. Човек може да живее или естетически, или етически. За разлика от естетическата сфера на екзистенция, Киркегор тук говори за любовта в брака, за любовта в рамките на една институция. Според него по-велико в живота е да притежаваш, отколкото да завоюваш. Такова е и отношението между женения и неженения мъж. Киркегор е написал едни от най-красивите страници посветени на любовта извън брака, и на любовта в брака. Етическата сфера е персонифицирана с Фауст. Спазена е логиката – за естетическата – Дон Жуан, за етическата – Фауст, а за религиозната Ахасфер (Авраам). В етическата сфера индивидът започва да върви в истинска посока в живота и започва да отстоява усещането си за добро и зло. Действията на това ниво на съществуване имат последователност и свързаност, които липсват в предишната сфера на съществуване. За обществото, това ниво на съществуване започва, когато някой поеме по-голямо задължение, като брачното и други социални задължения. За Киркегор етичното е във висша степен важно. То изисква всеки индивид да държи сметка за своя живот и да е критичен към действията си в смисъла на всеобщите и абсолютни изисквания.
Тези изисквания са създадени по такъв начин, че всеки индивид трябва да им отговори – да бъде автентичен – с наистина обвързано, страстно съзнание. Всеки друг отговор е избягване от изискванията за отговорност и се отдалечава от тези универсални задължения. Каква отговорност може да се поеме е известно на всички, но преди това индивидите не можеха да се познават по начина, по който следват като курс. Отговарянето на изискванията трябва да се прави субективно – с разбиране, че поемайки или не определена отговорност, има директен резултат върху това каква личност ще се видя – дали добър или лош човек. Етиката е нещо, което правя за себе си, с осъществяването, в което цялото ми себе-разбиране е включено. Смисълът на живота ми идва от това дали живея или не извън тези вярвания по честен, страстен и отдаден начин.

#### Религиозна
Етиката и религията са тясно свързани – важно е да се отбележи, че можеш да си етичен без да си религиозен, но религията включва етиката. И двете почиват на разбирането за реалността, което дава основата на действията, но която не е чисто превратима към природните закони и функции. Сега някой може да достигне осъзнаването им чрез съвест и причина. Но пак това са субективни явления – не нещо което се налага отвън или просто въпрос на правене на това, което другите казват, че трябва да правя.
Според Киркегор религиозният стадий е най-висшият стадий в човешкото съществуване. Киркегор различава два вида. Единият е символизиран с гръцкия философ Сократ, чието страстно търсене на истината и на съвестта на индивида водят до конфликт с неговото общество. Другият вид религиозност се характеризира с разбирането, че индивидът е грешен и източник на неистина. В намирането на истината и директната връзка с парадокса, който е Исус Христос във времето, индивидът започва да разбира, че вътрешното му спасение почива на парадокс – Бог, намиращ се извън пределите на съзнанието, идващ в човешка форма, за да спаси човешките същества. За Киркегор понятието за случващото се е възмутително по чисто човешки причини. Наистина, трябва да е така и ако не е, тогава няма да се разбере Възкресението, както и значението на човешката грешност.
За Киркегор импулсът към осъзнаване на висшата сила във вселената е това, което би трябвало да отстоява религията. Религията има социално и индивидуално (не само лично) измерение. Но тя започва с осъзнаването на своята грешност.
На социално ниво религията подхранва среда, в която индивидуалният опит като вярващ се опитва да работи извън неизменната съдба. Но пак се набляга на индивида. Без индивида, без подходящо разбиране на религиозния опит на индивида, сама по себе си религията ще се разруши. Със загубата на истинското разбиране на вярващия индивид и разрушаващата се религия, обществото само по себе си ще се разруши.
Важно е да се осъзнае, че религията не създава непременно добро общество. Може да имаме общество със силна религия и дори тя да го контролира. Наистина това е било така по времето на Киркегор, когато Лутеранската църква е била на практика държавна религия. За Киркегор не църквата като институция трябва да бъде силна в обществото, а индивидите, които осъзнават връзката си с източника на религия и които определят силата и на двете – и на религията, и на обществото.
Религията би могла, според Киркегор, да погубва и саботира осъзнаването на индивидите и опита на истината, зад които трябва да стои религията. По същия начин обществото може да погуби осъзнаването на индивидите за собствен „аз“. В своите късни работи Киркегор атакува институцията на Християнството изцяло. Той прави това от обществена и от религиозна гледна точка. Обществено, той атакува църквата за участието ѝ в държавата просто като говорител на политическите измами. Религиозно, той атакува църквата заради това, че преподава лъжи за истинската същност на Християнството. За Киркегор истинската същност на Християнството е самотният индивид преди и в присъствието на съвършения Бог.

### Патос (Страст)
За Киркегор, за да разбере абсолютното, съзнанието трябва да е напълно изпразнено от обективно съдържание. Това, което подпомага пълното изчистването на ума обаче, е желанието за абсолютното. Киркегор нарича това желание страст.
Според Киркегор, желанията на хората са извън причините. Желанието само по себе си е желание за неограниченост, както е писал Платон. Даже желанието да се разпространява, според Платон, това е като желанието за безсмъртие – това е, ние искаме да продължаваме да живеем с децата си и техните деца.
Еротичната любов сама по себе си е пример за желание за нещо, надхвърлящо чистите ограничения. Това е усещане за това, което би могло да бъде, само ако продължи извън границите на времето и пространството. Аналогията е с това, че хората търсят нещо извън тук и сега.
Остава въпросът, защо за хората патоса или страстта е най-ценното нещо? По някакъв начин това може да е свързано със статуса ни на съществуване. Това не е мисълта, която ни води в живота – това е действие; и какво мотивиращо и подкрепящо действие е страстта, желанието да превъзмогнеш трудности, болка и страдание. Страстта е също тази, заради която можем да умираме заради идеалите си, в името на по-висша реалност. Докато учените могат да видят това като чиста емоция или просто животинско желание, за Киркегор страстта е това, което ни свързва с източника на живота. Желанието да живееш, да живееш по правилния начин, заради правилните причини, с верните желания, е свещена и свята сила.
Някой може да погледне от перспективата на значението за съществуването ни. Защо хората страдат, болката и желанието – какво значение имат? За Киркегор, няма смисъл, ако няма страст, емоциите и стремежите на хората имат божествен източник. Страстта е тясно свързана с вярата в размислите на Киркегор. Вярата като страст е това, което кара хората да търсят реалността и истината в намиращия се извън човешките възприятия свят, въпреки че всичко, което знаем интелектуално говори против това. Да живеем и умираме за вярата, да изгаряме всичко, което имаме и сме с вярата в нещо, което има по-висш смисъл от всичко на света – това е вяра и страст в най-висша степен.